# Wilson (cognome)
Wilson è un cognome di origine scozzese.

## Etimologia
È un cognome derivato dal patronimico Wilson, figlio di Wil. Una variante meno comune è Willson.

## Diffusione
Wilson è il settimo cognome più diffuso nel Regno Unito, posizione che già deteneva alla fine del XIX secolo. Risulta inoltre essere tra i primi dieci cognomi più frequenti negli Stati Uniti d'America e in Australia.
Da questo cognome deriva il nome proprio di persona Wilson.

## Persone
- A'ja Wilson, cestista statunitense
- Alexander Wilson, ornitologo statunitense
- Ann Wilson, cantante statunitense degli Heart
- Anne Wilson, poetessa australiana
- August Wilson, drammaturgo statunitense
- Brian Wilson, membro dei Beach Boys
- Carl Wilson, membro dei Beach Boys
- Cassandra Wilson, cantante jazz statunitense
- Charles Thomson Rees Wilson, fisico britannico
- Charlie Wilson, musicista statunitense
- Chris Wilson, musicista blues australiano
- Dennis Wilson, membro dei Beach Boys
- Edmund Wilson, scrittore, giornalista, critico e poeta statunitense
- Edward Adrian Wilson, esploratore inglese del Polo Sud
- Edward Osborne Wilson, biologo e sociobiologo statunitense
- Eric Wilson, membro dei Sublime
- Ernest Henry Wilson, esploratore e botanico statunitense
- Georges Wilson, attore francese
- Giuseppe Wilson, calciatore italiano
- Gretchen Wilson, musicista country statunitense
- Harold Wilson (James Harold Wilson, Barone Wilson di Rievaulx), uomo politico inglese
- Henry Wilson, politico statunitense
- Henry Hughes Wilson, militare e politico britannico
- Jackie Wilson, cantante statunitense
- James Wilson, personaggio della serie tv Dr. House - Medical Division
- Justin Wilson, pilota automobilistico
- Kelvin Wilson, calciatore inglese
- Kenneth Geddes Wilson, fisico teorico statunitense
- Lamayn Wilson, giocatore di pallacanestro statunitense
- Lucio Wilson, autore teatrale, televisivo e letterario italiano
- Luke Wilson, attore statunitense
- Owen Wilson,  attore e sceneggiatore statunitense
- Patrick Wilson, batterista degli Weezer
- Patrick Wilson, attore statunitense
- Peta Wilson, attrice australiana
- Peter Lamborn Wilson, scrittore, saggista e poeta statunitense
- Ray Wilson, calciatore inglese
- Richard Wilson, pittore britannico
- Richard Wilson (n. 1936), attore scozzese
- Richard Wilson, regista e produttore cinematografico statunitense
- Richard Wilson, calciatore neozelandese
- Richard Wilson (n. 1984), attore inglese
- Robert Anton Wilson, scrittore statunitense
- Robert Woodrow Wilson, astronomo e fisico statunitense
- Ryan Wilson, atleta statunitense
- Samuel Alexander Kinnier Wilson - medico inglese
- Sandy Wilson, compositrice britannica
- Sid Wilson, DJ e turntablist statunitense
- Steven Wilson, chitarrista inglese
- Teddy Wilson, pianista statunitense
- Torrie Wilson, modella e wrestler statunitense
- Woodrow Wilson, XXVIII presidente degli Stati Uniti d'America e Premio Nobel per la pace